# 蒋作君
蒋作君（1955年7月—），安徽怀宁人，中华人民共和国政治人物，副国级领导人。1974年3月参加工作，1993年10月加入中国致公党，赴美高级访问学者，博士研究生学历，医学博士学位，教授，博士生导师。现任全国政协副主席，中国致公党中央委员会主席。
历任安徽省政协常委、社会和法制委员会副主任，致公党安徽省委员会主委，致公党中央常委，安庆市人民政府副市长，安徽省人民政府副省长，中华人民共和国卫生部副部长，中国社区卫生协会会长，全国政协常委、副秘书长，致公党中央常务副主席、中央监督委员会主任。

## 简历
1974.03-1978.02 安徽省歙县森村乡插队知青
1978.02-1982.08 安徽医学院医疗系学习，获医学学士学位
1982.08-1985.06 南京医学院病原生物学专业学习，获医学硕士学位
1985.06-1986.06 南京医学院病原生物学教研室助教
1986.06-1989.06 南京医学院病原生物学专业学习，获医学博士学位
1989.06-1993.02 安徽医科大学讲师、副教授，教研室主任，安徽省青联常委
1993.02-1995.05 安徽医科大学教授，教研室主任，安徽省政协常委，安徽省政协社会和法制委员会副主任（其间：1993.10-1994.11 美国纽约州立大学布法罗分校高级访问学者）
1995.05-1997.01 安徽医科大学教授，基础医学部主任，安徽省政协常委，安徽省政协社会和法制委员会副主任
1997.01-1997.05 致公党安徽省委会主委，安徽医科大学教授、基础医学部主任，安徽省政协常委，安徽省政协社会和法制委员会副主任
1997.05-1998.01 致公党中央常委、安徽省委会主委，安徽医科大学教授、基础医学部主任，安徽省政协常委，安徽省政协社会和法制委员会副主任（其间：1997.04-1998.01 挂职安庆市人民政府副市长）
1998.01-2004.02 致公党中央常委、安徽省委会主委，安徽省人民政府副省长
2004.02-2004.12 致公党中央常委、安徽省委会主委，卫生部副部长
2004.12-2007.07 致公党中央常委，卫生部副部长
2007.07-2007.10 致公党中央常委，卫生部副部长，中国社区卫生协会会长
2007.10-2008.03 全国政协副秘书长，致公党中央常委，中国社区卫生协会会长
2008.03-2012.12 全国政协常委、副秘书长，中央社会治安综合治理委员会委员，致公党中央常委，中国社区卫生协会会长
2012.12-2019.08 全国政协常委、副秘书长，致公党中央常务副主席、中央监督委员会主任，中国社区卫生协会会长
2019.08-2022.12 全国政协常委、副秘书长，致公党中央常务副主席、中央监督委员会主任
2022.12-2023.03 全国政协常委、副秘书长，致公党中央主席
2023.03         全国政协副主席，致公党中央主席
九届、十届全国人大代表，十一届、十二届、十三届全国政协常委，十四届全国政协委员，十届、十一届、十二届、十三届、十四届全国政协副秘书长，十四届、十五届致公党中央常务副主席，十六届致公党中央主席，十四届全国政协副主席。